# 周松崗
周松崗爵士，大紫荊勳賢，GBS，JP（1950年9月9日—），原籍廣東省順德市人，香港國際企業行政管理人員，早年於英國及澳洲等地的企業工作，2000年授勳為爵士，於2003年12月至2011年12月31日任香港鐵路有限公司（前稱地鐵有限公司）行政總裁，任內促成兩鐵合併。
2012年4月24日，他獲委任為香港交易及結算所有限公司董事會主席，於同年6月29日獲委任為行政會議非官守議員。

## 生平

### 早年生涯
周松崗在1950年9月9日於香港出生，1956年畢業於聖三一堂幼稚園（現名聖三一堂曾肇添幼稚園，與施南生為同屆鄰班同學），曾就讀土瓜灣的農圃道官立小學，1962年畢業於香港培正小學，1968年畢業於香港培正中學（1967年中五、1968年中六、仁社）。其父親周公諒（？—1973年2月19日）則是該校有名的中文老師。周松崗本來已於1968年中六畢業後通過香港中文大學入學試，後來改為前往外國留學，曾先後在威斯康星大學和加州大學取得化學工程之學士和碩士學位。另外，他亦是香港中文大學的工商管理碩士。於1970年代，曾經任職香港氧氣公司的推銷員，而且被公司保送美國哈佛商學院修讀高等管理進修課程。

### 商業生涯
周松崗是特許工程師，他早年在英國氧氣集團（The BOC Group）工作了廿年，曾被派到香港、日本、美國和英國各地工作，至1993年獲擢升為該集團的董事，並擔任集團在氣體業務方面的總裁。至1997年，周松崗改到英國的GKN公共有限公司擔任第一位華人總裁。至2001年復轉到澳洲的布萊堡工業集團（Brambles Industries）出掌行政總裁之職，完成三次大規模公司合併。香港有媒體曾形容周松崗是「西方社會最具影響力的中國人」，而英廷亦曾於2000年冊封他為下級勳位爵士，以表彰他對英國工業的貢獻。作為中文中學畢業生的他曾表示，自己得以在西方有所成就，是因為他在海外不忘閱讀父親送贈的《論語》，讓他學習到不少人生道理。

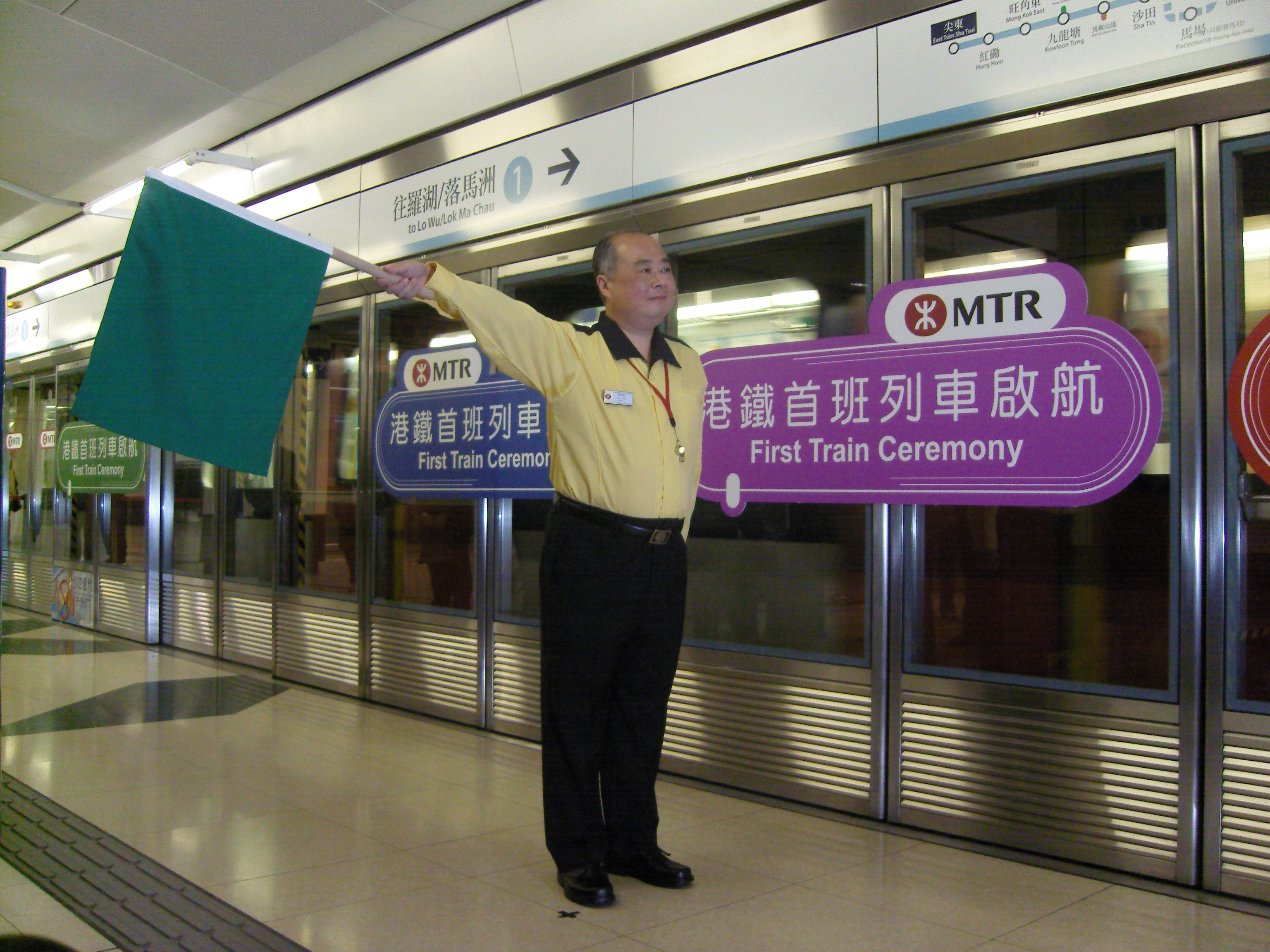
周爵士於2007年12月2日在尖東站手持號誌旗，為兩鐵合併後首班港鐵東鐵綫列車主持啟航儀式。

可是在2002年的全年股東大會上，周松崗被一群股東指責他拖累公司業績。事後在2003年9月25日，他離開布萊堡工業集團，並於同年12月1日正式轉到香港的地鐵有限公司出任行政總裁。在2004年7月至2011年1月，周松崗進而兼任渣打銀行(香港)有限公司的非執行主席，另外自1997年至2008年也是渣打集團有限公司之非執行董事。在2007年8月8日，周松崗獲港府委任在兩鐵合併後出任香港鐵路有限公司（簡稱「港鐵公司」）行政總裁，有關委任在2007年12月2日生效。周松崗於2011年12月31日約滿後退休，其職位由來自美國的韋達誠（Jay Walder）接任。

### 公職事務
在公職方面，周松崗現時為策略發展委員會委員、香港會計師公會理事會成員、香港旅遊發展局成員、香港總商會理事會成員，以及自2004年起獲香港中文大學監督委任為校董。另外，他也是中國人民政治協商會議深圳市常務委員會之委員。周松崗在2004年出任香港賽馬會會員，2008年成為遴選會員，2011年3月4日獲馬會董事局補選成為新任馬會董事局董事，接替年滿70歲而卸任的布魯士（Iain F. Bruce）。2019年4月12日, 香港特區政府宣布委任周松崗為市區重建局董事會主席, 任期3年, 他於5月1日正式就任。

### 陳淑莊事件
在2007年區議會選舉，周松崗以個人身份支持公民黨的陳淑莊，在中西區山頂選區出戰自由黨時任區議員林文傑，有關事件結果受到自由黨主席田北俊的嚴厲批評他「沒有政治智慧」。田北俊公開表示自由黨一直以來對地鐵公司都很支持和表現忠誠，故他被周松崗的不友善舉動而感到氣憤，並揚言周松崗要為此承擔一切政治後果。另外，田北俊又暗示地鐵在將來中西區區議會有關地鐵的事宜上，可能會受到更多自由黨區議員的異議。
田北俊發出有關言論後，引起了社會的關注，有意見更認為他干擾選舉的公正性。周松崗事後在2007年10月10日專程致電田北俊道歉，田北俊在翌日表示接受其道歉。到2007年10月12日，田北俊突然就事件向公眾和周松崗公開道歉，並撤回其言論，希望事件告一段落。而陳淑莊最後也當選山頂區議員，成為公民黨新增三席區議會議席之一。

## 榮譽

### 殊榮
- 下級勳位爵士 （K.t.）（2000年元旦授勳名單[16]）
- 非官守太平紳士（J.P.） （2014年7月1日）
- 金紫荊星章（G.B.S.）（2015年香港特別行政區政府授勳名單）
- 大紫荊勳章（G.B.M）（2021年香港特別行政區政府授勳名單）

### 院士
- F.R.Eng.
- F.C.G.I.
- F.I.Chem.E.
- HonFIET
- 香港工程科學院
- 香港運輸物流學會
- 香港工程師學會  （榮譽）
- 香港中文大學 （榮譽，2011年[17]）

### 榮譽博士
- 工程學博士 （英國巴斯大學）

## 註腳
1. ↑  . 華僑日報. 1956-07-15: 9  [2022-04-18]. （原始内容存档于2022-08-19）.
2. ↑  . 華僑日報. 1962-07-14: 13  [2022-04-10]. （原始内容存档于2022-08-19）.
3. ↑  . 華僑日報. 1968-06-27: 14  [2023-12-24].
4. ↑  四面楚歌布萊堡主帥請辭 - 英國衛報 2003年 9月26日
5. ↑  葉喬生，《Message 8》，雪梨培正同學會，2003年。
6. ↑  周先生占卜前程 （页面存档备份，存于） - 雪梨晨鋒報 2003年 9月25日
7. ↑  布萊堡向周松崗說再見 （页面存档备份，存于） 雪梨晨鋒報 2003年 9月25日
8. ↑  關懿婷，〈渣打銀行（香港）委任曾璟璇出任新主席 （页面存档备份，存于）〉，《即時發佈》，香港：渣打銀行（香港）有限公司公共事務處，2011年1月10日。
9. ↑   (PDF).   [2010-12-29]. （原始内容 (PDF)存档于2016-04-11）.
10. ↑  〈書院校董周松崗爵士及友好梁雄姬女士獲頒榮譽院士[永久]〉，《Shaw Net》，香港：香港中文大學逸夫書院，2011年6月號。
11. ↑  〈周松崗爵士加入香港賽馬會董事局 （页面存档备份，存于）〉，《賽馬新聞》，香港賽馬會，2011年3月4日。
12. ↑  〈政府委任市區重建局非執行董事 （页面存档备份，存于）〉, 政府新聞處，2019年4月12日。
13. ↑  田北俊: 接受周松崗道歉 （页面存档备份，存于） - 香港電台
14. ↑  只有一人一黨之私 公衆利益哪裏去了 （页面存档备份，存于） - 明報
15. ↑  田北俊撤回對周松崗有關區議會提名言論 （页面存档备份，存于） - 香港電台
16. ↑  "Issue 55710 （页面存档备份，存于）", London Gazette, 31 December 1999, p.1.
17. ↑  〈香港中文大學第十屆榮譽院士頒授典禮 （页面存档备份，存于）〉，《新聞稿》，香港：香港中文大學傳訊及公共關係處，2011年5月16日。

## 外部連結
- 香港鐵路有限公司簡歷 （页面存档备份，存于）

| 商界職務        | 商界職務                                         | 商界職務            |
| --------------- | ------------------------------------------------ | ------------------- |
| 前任： 夏佳理   | 香港交易及結算所有限公司董事會主席 2012年—2018年 | 繼任： 史美倫       |
| 新頭銜 兩鐵合併 | 香港鐵路有限公司行政總裁 2007年—2012年           | 繼任： 韋達誠       |
| 前任： 蘇澤光   | 香港地鐵有限公司行政總裁 2003年—2007年           | 更名 原因：兩鐵合併 |
| 其他職務        |                                                  |                     |
| 前任： 蘇慶和   | 市區重建局董事局主席 2019年5月1日-至今           | 現任                |